# Băneasa (jezero)
Băneasa (rum. Lacul Băneasa) je jezero u Rumunjskoj na rijeci Colentina u istoimenom naselju, koji je dio Bukurešta,. Jezero je dugo 3km, širine od 50m do 400m, površine 0,4 km2 i dubine 1-3m. 